# الرومانية الكاثوليكية في هونغ كونغ

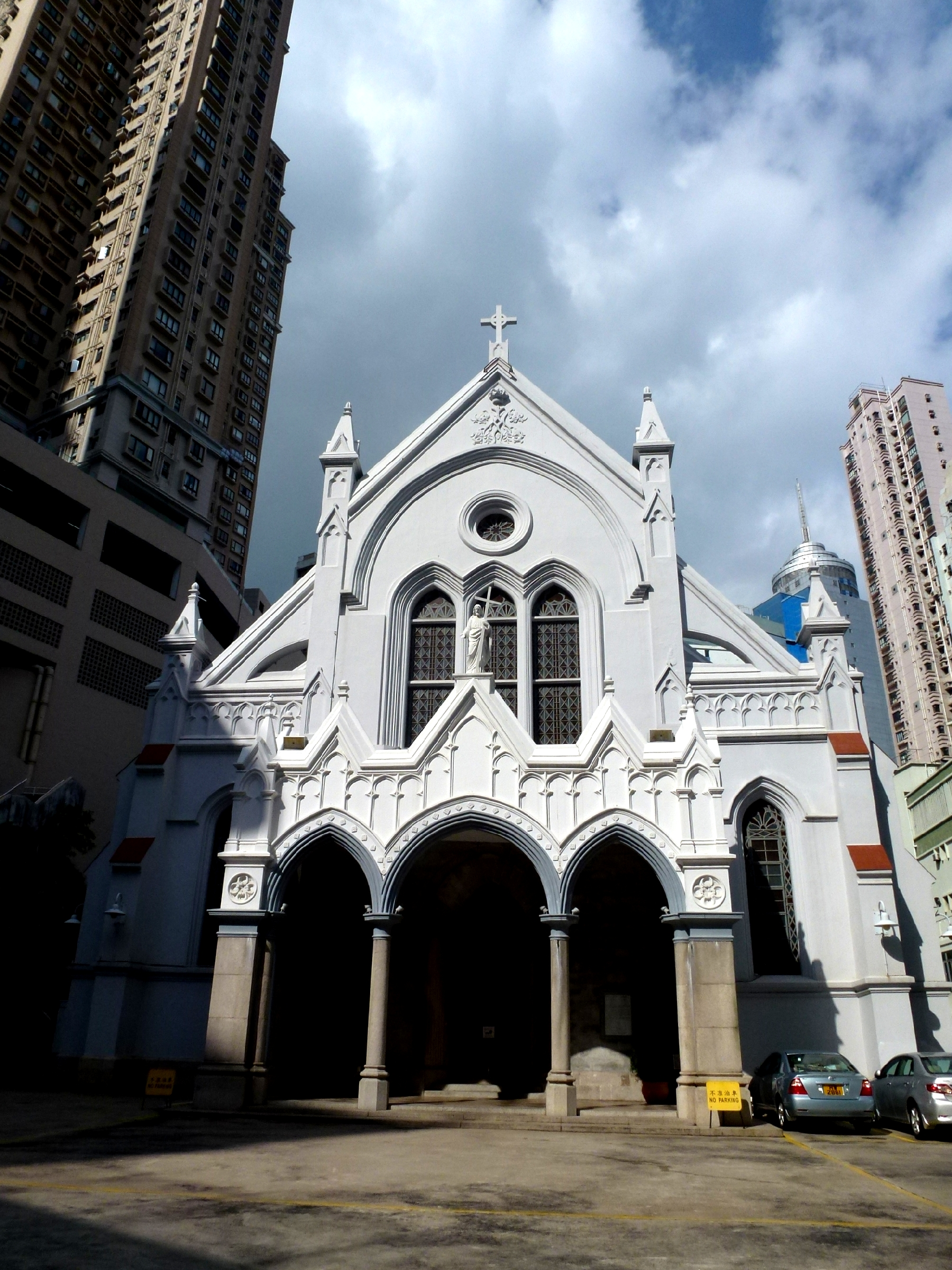
كاتدرائية الحبل بلا دنس الكاثوليكيَّة.

اعتبارًا من أغسطس عام 2015 ضمت هونغ كونغ حوالي 384,000 كاثوليكي محلي، إلى جانب حوالي 160,000 كاثوليكي فلبيني. ويخدمهم حوالي 223 كاهن وستة وعشرين شمَّاس وثمانية وستين راهب وحوالي 474 راهبة. ويتوزع كاثوليك البلاد على واحدة وخمسين أبرشية والتي تضم أربعين كنيسة وواحد وثلاثين مصلّى وستة وعشرين قاعة للخدمة الدينية. وفيما يتعلق بالتعليم، هناك 252 مدرسة ورياض أطفال كاثوليكية، ويبلغ عدد التلاميذ الدارسين فيها أكثر من 146,266 تلميذًا. وتجرى معظم الخدمات الدينيَّة في الكنائس الكاثوليكية باللغة الكانتونيَّة، في حين تقدم ثلاثة أخماس الرعايا خدماتها الدينية باللغتين الإنجليزية والتاغالوغيَّة في بعض الحالات. وقد أنشأت أبرشية هيكلها الإداري الخاص مع الحفاظ على صلات وثيقة مع البابوية والجماعات الكاثوليكية الأخرى في جميع أنحاء العالم. فهي تحتوي على نفس العقيدة، والكتاب المقدس، والليتورجيا. ويقع مكتب مساعد الأمين العام للاتحاد الآسيوي لمؤتمر الأساقفة في هونغ كونغ. جنبًا إلى جنب عملها الرسولي، كان واحدًا من الاهتمامات الرئيسية للأبرشية الكاثوليكيَّة رفاه هونغ كونغ للجميع. وذلك عن طريق الوصول إلى الأفراد من خلال وسائل الإعلام، حيث تنشر الكنيسة صحيفتين أسبوعيّة. وبالإضافة إلى ذلك، فإن الأسقفية تملك وسائل اعلام مرئية ومسموعة ولديها مركز تنتج فيها الأشرطة والأفلام لإستخدامها في المدارس والرعايا.
يعود حضور الكنيسة الرومانية الكاثوليكية في هونغ كونغ إلى عام 1841، عندما أنشأ البابا غريغوري السادس عشر النيابة الرسولية والتي ضم «هونغ كونغ» وكانت مستقلة عن أبرشية ماكاو، ولكن خضعت لسلطة أسقف ماكاو. وكانت الحاجة الأولية لإنشاء النيابة من أجل الرعاية الروحية للجنود البريطانيين خصوصًا الأيرلنديين الكاثوليك المتمركزين في المستعمرة التي أنشئت حديثًا. وتأسست النيابة الرسولية في عام 1874، وصارت أسقفيَّة في عام 1946. أخذ نمو الكاثوليكيَّة منعطف هام مع قدوم المبشرين الكاثوليك خلال 1858. والذين ساهموا في إنشاء المدارس والمرافق الطبيَّة والمستشفيات. في منتصف القرن العشرين، تعرَّضت المدينة للاحتلال الياباني أثناء حرب المحيط الهادئ، وتمت ايقاف جميع الأنشطة الكاثوليكيَّة، وتم إجلاء المبشرين واعتقالهم وطردهم فيما بعد. استعادت بريطانيا المدينة بعد الحرب، وأخذ تطوّر الكاثوليكية في هونغ كونغ بين السكان المحليين منعطفًا جديدًا بعد الحرب العالمية الثانية، حيث عادت الأنشطة الدينية في البلاد وازدهر نشاط الكنيسة الكاثوليكيَّة. ومن أبرز رجال الدين الكاثوليك كان جوزيف تشن المؤيد للديمقراطية والناقد القويا لجمهورية الصين الشعبية. وكثيرًا ما كانت وجهات نظره حول السياسات الحكومية متعارضة مع وجهات نظر رئيس تنفيذي السابق لهونغ كونغ دونالد تسانغ والذي هو أيضًا كاثوليكي. يذكر أنَّ كاري لام وهي رابع سياسية تشغل منصب رئيس تنفيذي أيضًا كاثوليكيَّة المذهب.